# Кобылянка (Малопольское воеводство)
Кобыля́нка (пол. Kobylanka) — село в Польше в гмине Горлице Горлицкого повета Малопольского воеводства.

## География
Село находится в 5 км от административного центра гмины города Горлице и 102 км от центра воеводства города Краков.

## История
Первое упоминание о селе относится к 1363 году. Село с XIV века до 1611 года находилось в собственности шляхетского рода Гладыш герба Гриф. C XVII века владельцем села стал королевский канцлер Ян Велёпольский.
В 1750 году в Кобылянке была построена церковь святого Иона Крестителя в стиле позднего барокко, которой краковский архиепископ Шинявский присвоил статус санктуария. В июле 1770 года российские войска разбили находящийся возле Кобылянки лагерь барских конфедератов, который находился под командованием Казимира Пулавского.
В 1852 году Станислав Яблоновский обнаружил в окрестностях села нефтяное месторождение и организовал производство асфальта.
В 1975—1998 годах село входило в Новосонченское воеводство.

## Достопримечательности
- Церковь святого Иоанна Крестителя.